# Poka Yoke
Der japanische Ausdruck Poka Yoke (japanisch ポカヨケ, dt. „unglückliche Fehler vermeiden“) bezeichnet ein aus mehreren Elementen bestehendes Prinzip, welches technische Vorkehrungen bzw. Einrichtungen zur sofortigen Fehleraufdeckung und -verhinderung umfasst.
Poka Yoke ähnelt als fehlervermeidendes Prinzip dem biochemischen Schlüssel-Schloss-Prinzip, das etwa bei der Duplikation der Erbinformation fehlerminimierend wirkt.

## Name
Poka bezeichnet einen falschen Zug im Go oder Shōgi und im weiteren Sinne „dumme Fehler, Schnitzer“ allgemein. yoke stammt vom Verb yokeru ab, zu deutsch „vermeiden“.

## Methode
Ausgangsbasis für Poka Yoke ist die Erkenntnis, dass kein Mensch und auch kein System in der Lage ist, unbeabsichtigte Fehler vollständig zu vermeiden. Mit Poka Yoke wird meist durch einfache und wirkungsvolle Systeme dafür gesorgt, dass Fehlhandlungen im Fertigungsprozess nicht zu Fehlern am Endprodukt führen. Dabei zielt Poka Yoke auf den Einsatz von meist technischen Hilfsmitteln. Diese Lösungen sind meist kostengünstig und sofort einführbar. Dabei ist jedoch zu beachten, dass die Fehlerursachen oft in einem früheren Stadium des Produktentstehungsprozesses liegen und dort auch mit wesentlich geringerem Aufwand verhindert werden können.
Um auch ein weiteres Auftreten von einmal entdeckten Fehlern ausschließen zu können, wird Poka Yoke in Verbindung mit einer Inspektionsmethode, der Source-Inspection eingesetzt. Poka-Yoke in Kombination mit der Source-Inspection ergeben die Methodik des Poka-Yoke-Systems.

## Beispiele

Formcodierung eines Telefonsteckers, um die falsche Montage zu verhindern

- Acetylenflaschen haben einen einzigartigen Bügelanschluss, um die gefährliche Verwechslung mit anderen Gasen zu verhindern.
- CEE-Stecker haben je nach Spannung und Frequenz andere Farben und Kontaktanordnungen, um Verwechslungen zu vermeiden. Dadurch lässt sich beispielsweise ein 16-A-Stecker nicht in eine 32-A-Buchse einführen.
- In Abhängigkeit vom gültigen Arbeitsplan werden nur die passenden Bauteilfächer geöffnet.
- TAE-Telefonstecker lassen sich nicht verkehrt herum einstecken.
- Bankautomaten geben in Deutschland das Geld erst heraus, wenn die Karte entnommen wurde. Dadurch wird verhindert, dass man die Karte vergisst.
- SIM-Karten lassen sich aufgrund ihrer Form nur in der korrekten Ausrichtung im SIM-Kartenslot einlegen.
- Positionssensoren an einer Presse lassen den Pressvorgang erst starten, wenn das Bauteil korrekt eingelegt ist.
- Abfrage der Augenfarbe in Formularen für Kundenservicemitarbeiter, um Blickkontakt mit dem Kunden sicherzustellen.
- Abfrage der oberhalb der Rollen befindlichen Einkaufswagennummer an der Supermarktkasse, um Kassierer zum Blick auf die untere Ablage des Wagens zu zwingen.
- Bestecke für die Verabreichung von Sondennahrung haben keinen Luer-Anschluss, um zu verhindern, dass Sondennahrung intravenös infundiert werden kann.

## Geschichte
Als Erfinder des Prinzips gilt der Ingenieur Shigeo Shingō. Der Ausgangspunkt für die Entwicklung des Poka-Yoke-Systems mit Fehlerquellen-Inspektion lag für Shingō bei der statistischen Qualitätskontrolle (SQC). Jedoch stellte er fest: "Fehler werden in der Arbeitsphase erzeugt, und Prüfungen können nichts anderes bewirken, als die Fehler zu finden."
Das Toyota-Produktionssystem (TPS), bei dem ein wesentlicher Bestandteil Poka Yoke ist, gilt als Schlüssel für den Markterfolg des japanischen Automobilkonzerns.